# ستازيما
ستازيما هي بلدية تقع في مقاطعة لوكا في منطقة توسكانا الإيطالية، و على بُعد حوالي 80 كيلومترًا (50 ميل) شمال غرب فلورنسا وحوالي 25 كيلومترًا (16 ميل) شمال غرب لوكا.

## التاريخ
خلال الحرب العالمية الثانية، كانت قرية سانت آنا دي ستازيما موقعًا لمذبحة للسكان المدنيين على يد جنود قوات الأمن الخاصة الألمانية والألوية السوداء الإيطالية (12 أغسطس 1944). قُتل ما مجموعه 560 شخصًا، من بينهم 100 طفل، عمر أحدهم 20 يومًا فقط. حصلت المدينة على الميدالية الذهبية للشجاعة العسكرية بعد الحرب.

## الجغرافيا
تحد بلدية ستازيما البلديات التالية: كامايوري، كاريجيني، ماسا، مولاتزانا، بيسكاليا، بييتراسانتا، سيرافيتزا، فاجلي سوتو، فيرجيمولي.

### القرى الصغيرة(فرازيوني)
تتكون ستازيما من 17 قرية صغيرة ( frazioni ) و هم :
أرني، كاردوسو، فارنونشيا، جالينا، لا كولا، ليفيلياني، مولينا، بالانيانا، بوميتزانا، بونتيستاتزيميزي، برونو، ريتينيانو، روسينا، سانت'أنا، ستاتزما، تيرينكا، وفوليغنو. إن قاعة البلدية ليس في ستازيما، بل في المستوطنة المجاورة بونتيستاتزيميزي.

## روابط خارجية
- (بالإيطالية) Official website
- (بالإيطالية) Sant'Anna di Stazzema unofficial website نسخة محفوظة 30 مارس 2022 على موقع واي باك مشين.